# Trường trung học Akademeia
 Trường trung học Akademeia là một trường trung học tư thục tại Warsaw, Masovian Voivodeship, Ba Lan. Nó có tỷ lệ giáo viên-học sinh vào khoảng 60:100, dẫn đến quy mô lớp học dưới 10 người. Các lớp học được giảng dạy độc quyền bằng tiếng Anh. Chương trình học ba năm kết thúc với kì thi tú tài tiếng Anh, kỳ thi trình độ A. Học sinh chọn ba hoặc bốn môn trình độ A trong số nhóm lớn hơn khoảng hai mươi (cộng với ngôn ngữ Ba Lan bắt buộc đối với công dân Ba Lan).
Đây là một trung tâm UCAS được công nhận, Edexcel (Pearson) và trung tâm kiểm tra AQA cho kì thi tú tài tiếng Anh. Đối với các học sinh quan tâm đến việc nộp đơn vào các trường đại học Mỹ, trường chuẩn bị một khóa học thi SAT / ACT đặc biệt.
Trường trung học Akademeia bắt đầu các lớp học trong một tòa nhà lịch sử tọa lạc tại Plac Tr817 Krzyży trong năm đầu tiên (2016/2017) trước khi chuyển đến Miasteczko Wilanów cho những năm tiếp theo.